# 小川太郎 (行刑学者)
小川 太郎（おがわ たろう、1904年(明治37年)12月 - 1986年(昭和61年)）は、日本の刑務官、行刑学者。

## 経歴
茨城県竜ケ崎生まれ。旧制静岡高等学校卒、1929年東京帝国大学経済学部卒、1931年京都府警部補、1932年司法省看守長、1936年府中刑務所典獄補、1938年滋賀刑務所長、1940年司法事務官、1942年司法書記官、1948年法務庁成人矯正保護局長、1949年関東地方成人矯正保護委員会委員長、1954年関東医療少年院長、1958年法務総合研究所第二部長、1958年アジア極東犯罪防止研修所次長、1965年「保護観察を基点とした保安処分」で東大法学博士。19966年亜細亜大学法学部教授、1970-75年法学部長、1975年学校法人亜細亜学園理事、1982年亜細亜大を定年退任。

## 著書
- 『刑務所 そのよき運営のために』刑務協会、1948
- 『更生保護法』一粒社 特別法学全書、1954
- 『保護観察制度について』法務研修所 法務研究報告書、1954
- 『刑事政策論』法政大学出版局、1962
- 『自由刑の展開 保護観察を基点とした保安処分』一粒社、1964
- 『刑事政策論講義』全3分冊 法政大学出版局、1967-75
- 『刑事政策の新展開』立花書房、1984

### 共編著
- 『新しい少年指導 非行の防止となおし方』山根清道ほか共著 一粒社、1958
- 『少年非行と少年保護 理論と実務』鈴木利雄、戸川行男、牧賢一、森田宗一共編 立花書房、1960
- 『犯罪防止のための地域診断 府中プロジェクト』柏熊岬二共編 一粒社、1970
- 『行刑改革者たちの履歴書』中尾文策共著 矯正協会、1983

### 翻訳
- リープマン『第一次世界大戦時の独逸における戦争の犯罪に及ぼせる影響』日本評論社、1933
- 『一九四八年英国刑事裁判法』法務省大臣官房調査課 法務資料、1953
- S.R.スラヴソン『集団心理療法入門』山根清道共訳 誠信書房、1956
- エルンスト・ゼーリッヒ,カール・ワィンドラー『犯罪者の型』法務省大臣官房調査課 法務資料、1957
- S.R.スラブソン『分析的集団心理療法』山根清道,遠藤辰雄共訳 誠信書房、1958
- ソーステン・セリン『文化葛藤と犯罪』佐藤勲平共訳 法政大学出版局 りぶらりあ選書、1973

## 参考
- 「小川太郎博士略歴・主要著作目録 (小川太郎・日沖憲郎両先生喜寿記念号)」『亜細亜法学』第17巻第1号、亜細亜大学、1982年10月、p146-157、ISSN 03886611、NAID 110006227519。
- 「昭和矯正史上の人々-2-小川太郎」柳本正春 『刑政』1993-05